# 水浒 (电视剧)
《水浒》，是一部根据中国古典小说《水浒传》改编的电视连续剧。山东电视台制作，1983年首播，是中国大陆比较早的古装电视剧。最初是以单元方式拍摄，首先製播了《武松》，其後製播了《鲁智深》、《林冲》、《晁蓋》、《顧大嫂》、《李逵》、《宋江》等單元。在各單元相繼製作播出後，統合爲40集电视剧《水滸》，因為原本是幾部不同電視劇統合而成的，故有同一人物前後扮演者不一的現象。导演陈敏、刘柳、刘子云，主演鲍国安、祝延平、于守金、董子武、彭荫泰等，曾多次获得金鹰奖。

## 目次
- 第01集：鲁提辖拳打镇关西（鲁智深）
- 第02集：鲁智深醉闹五台山（鲁智深）
- 第03集：花和尚夜宿桃花村（鲁智深）
- 第04集：花和尚倒拔垂杨柳（鲁智深）
- 第05集：林教头祸起东岳庙（林冲）
- 第06集：豹子头误闯白虎堂（林冲）
- 第07集：鲁智深大闹野猪林（林冲）
- 第08集：林教头风雪山神庙（林冲）
- 第09集：林冲夜奔梁山泊（林冲）
- 第10集：晁天王认义东溪村（晁盖）
- 第11集：吴用智取生辰纲（晁盖）
- 第12集：七星大战石碣村（晁盖）
- 第13集：众雄举义并王伦（晁盖）
- 第14集：宋江怒杀阎婆惜（宋江）
- 第15集：武松打虎景阳岗（武松）
- 第16集：武都头话别兄弟情（武松）
- 第17集：武二郎鬥杀西门庆（武松）
- 第18集：武松醉打蒋门神（武松）
- 第19集：武松身陷都监府（武松）
- 第20集：张都监血溅鸳鸯楼（武松）
- 第21集：武松二进十字坡（武松）
- 第22集：武行者夜走蜈蚣岭（武松）
- 第23集：宋江避难清风寨（宋江）
- 第24集：及时雨相聚梁山泊（宋江）
- 第25集：宋公明路遇众好汉（宋江）
- 第26集：黑旋风鬥浪裡白条（李逵）
- 第27集：宋江浔阳楼吟反诗（宋江）
- 第28集：群雄大闹江州府（李逵）
- 第29集：宋江遇难还道林（宋江）
- 第30集：李逵探母下梁山（李逵）
- 第31集：黑旋风路遇假李逵（李逵）
- 第32集：黑旋风沂岭杀四虎（李逵）
- 第33集：宋公明一打祝家庄（宋江）
- 第34集：顾大嫂义激病尉迟（顾大嫂）
- 第35集：孙新孙立大劫牢（顾大嫂）
- 第36集：公明三打祝家庄（宋江）
- 第37集：黑旋风夜闯紫虚观（李逵）
- 第38集：梁山乔破华州府（宋江）
- 第39集：晁天王中箭曾头市（宋江）
- 第40集：李逵负荆忠义堂（李逵）

## 演員表
| 梁山泊一百單八將： - 鮑國安 飾 宋江（宋江单元） - 楊玉清 飾 宋江（李逵单元） - 王世元 飾 盧俊義（宋江单元） - 計鎮華 飾 吳用（晁盖单元） - 張明 飾 吳用（宋江单元） - 王忠信 飾 吳用（李逵单元） - 張興亞 飾 公孫勝 - 丁汝駿 飾 林沖（林冲单元） - 韓振華 飾 林沖（晁盖单元） - 管得旺 飾 林沖（宋江单元） - 欒振國 飾 秦明 - 鄧曉光 飾 花榮 - 李朝友 飾 柴進（林冲单元） - 韓春玉 飾 柴進（李逵单元） - 張國偉 飾 李應（宋江单元） - 丁小秋 飾 朱仝（晁盖单元） - 李延華 飾 朱仝（宋江单元） - 守金 飾 魯智深 - 祝延平 飾 武松 - 葉楠 飾 武松（少年） - 王海生 飾 楊志（林冲单元） - 楊廣林 飾 楊志（晁盖单元） - 高振茂 飾 戴宗（宋江单元） - 劉宗佑 飾 戴宗（李逵单元） - 張富民 飾 劉唐 - 董子武 飾 李逵（李逵单元） - 趙重光 飾 李逵（宋江单元） - 周波 飾 史進 - 王永泉 飾 穆弘 - 章定榮 飾 雷橫 - 王國亮 飾 李俊 - 馬厚信 飾 阮小二 - 王晶 飾 張橫 - 劉寧 飾 阮小五 - 韓義強 飾 張順（李逵单元） - 張劍鋒 飾 張順（宋江单元） - 王濱 飾 阮小七 - 田春嶺 飾 楊雄 - 崔建喜 飾 石秀 - 谷偉 飾 解珍 - 鄭建國 飾 解寶 - 楊寶龍 飾 燕青 | - 徐顯輝 飾 黃信 - 胡建 飾 孫立 - 王新華 飾 燕順 - 鄧洪生 飾 王英 - 王秀麗 飾 扈三娘 - 董書凱 飾 馬麟 - 賈文鵬 飾 童威 - 劉向東 飾 童猛 - 胥志剛 飾 鄭天壽 - 李建國 飾 宋清 - 曲寶剛 飾 樂和 - 趙恒煊 飾 穆春 - 李恩久 飾 曹正 - 劉偉成 飾 宋萬（林冲单元） - 黃銘鐸 飾 宋萬（晁盖单元） - 胡朝風 飾 杜遷（林冲单元） - 吳健和 飾 杜遷（晁盖单元） - 李恩久 飾 薛永 - 王文 飾 施恩 - 周效勝 飾 李忠 - 王俊法 飾 周通 - 牟熙春 飾 杜興 - 華道智 飾 鄒淵 - 黃銘鐸 飾 鄒潤 - 韓義強 飾 朱貴（林冲单元） - 宋廣建 飾 朱貴（晁盖单元） - 張燕 飾 朱貴（李逵单元） - 李剛 飾 朱富 - 趙兵 飾 李立 - 田志明 飾 李雲 - 王文 飾 石勇 - 程東海 飾 孫新 - 孫翠萍 飾 顧大嫂 - 楊國勇 飾 張青 - 邱建華 飾 孫二娘 - 孟憲禮 飾 白勝 |

其他：

| - 彭蔭泰 飾 晁蓋（晁盖单元） - 陳國典 飾 晁蓋（李逵单元） - 王洪濤 飾 晁蓋（宋江单元） - 王濱 飾 王倫（林冲单元） - 柳玉林 飾 王倫（晁盖单元） - 姜祖麟 飾 宋太公（宋江单元） - 牟祥令 飾 宋太公（李逵单元） - 劉子雲 飾 黃文炳（宋江单元） - 胡玲葆 飾 黃文炳（李逵单元） - 傅育才 飾 蔡九（宋江单元） - 韓振華 飾 蔡九（李逵单元） 鲁智深单元 - 梁釗 飾 金老漢 - 宋虹 飾 金翠蓮 - 徐學禮 飾 鄭屠 - 豔 飾 鄭屠妻 - 戴天思 飾 趙員外 - 高如平 飾 智真長老 - 王有剛 飾 監寺 - 李亮 飾 行童 - 李德祥 飾 鐵匠 - 魏文升 飾 劉太公 - 張豔麗 飾 劉小姐 - 馬迎春 飾 張三 - 李振鐸 飾 李四 林冲单元 - 邢紅 飾 林娘子 - 李香芝 飾 錦兒 - 黃港 飾 高衙內 - 吳永利 飾 陸謙 - 孫大鳴 飾 富安 - 柴振鐸 飾 張教頭 - 雷仲謙 飾 高俅 - 趙勇 飾 董超 - 任龍漢 飾 薛霸 - 田志明 飾 洪教頭 - 李延華 飾 李小二 - 劉宇 飾 小二妻 晁盖单元 - 焦體貽 飾 梁中書 - 李素玉 飾 梁中書夫人 - 孫傳信 飾 何濤 - 新人 飾 何清 顾大嫂单元 - 牛克弟 飾 毛太公 - 康志強 飾 毛仲義 | 武松单元 - 徐少華 飾 陳興 - 梁龍芳 飾 陳洪 - 王治勇 飾 何九 - 牟霞 飾 潘金蓮 - 王景秋 飾 武大郎 - 孫國勝 飾 喬鄆哥 - 王 飾 喬老漢 - 治 飾 西門慶 - 張茜 飾 王婆 - 王炳剛 飾 蔣門神 - 王淩雲 飾 蔣門神妾 - 王俊洲 飾 張都監 - 康群智 飾 張都監夫人 - 于承惠 飾 張團練 - 尚立華 飾 玉蘭 宋江单元 - 魏慧麗 飾 閻婆惜 - 丁立華 飾 閻婆 - 蕭繼泰 飾 唐牛兒 - 傅育才 飾 張文遠 - 方舫 飾 劉高 - 鮑少華 飾 劉高妻 - 樂非 飾 祝朝奉 - 吳希國 飾 祝龍 - 譚遠政 飾 祝虎 - 秦龍 飾 祝彪 - 邱淩偉 飾 欒廷玉 - 王忠 飾 鐘離老漢 - 己立華 飾 蔡京 - 霍雷 飾 宿元景 - 王玉霞 飾 九天玄女 李逵单元 - 孫志敏 飾 李逵母 - 常兆玉 飾 李達 - 趙少臻 飾 李鬼 - 祝德英 飾 李鬼妻 - 董榮生 飾 曹太公 - 王 飾 柴皇城 - 牟熙春 飾 殷天錫 - 王俊英 飾 公孫勝母 - 蘇德 飾 羅真人 - 瑛 飾 劉太公 - 張淑珍 飾 劉太公妻 - 林麗亞 飾 劉太公女 |